# Coppa Svizzera 2005-2006
La Coppa Svizzera 2005-2006 si è conclusa con la vittoria del Sion.

## Trentaduesimi
| Squadra 1            | Risultato          | Squadra 2         |
| -------------------- | ------------------ | ----------------- |
| 16 settembre 2005    |                    |                   |
| Zofingen             | 2 - 0              | Wohlen            |
| Derendingen          | 1 - 3              | Concordia Basilea |
| 17 settembre 2005    |                    |                   |
| Echallens            | 1 - 3              | La Chaux-de-Fonds |
| Losone Sportiva      | 3 - 3 (5-6 d.c.r.) | Wil               |
| Breitenrain          | 1 - 6              | Kriens            |
| Landquart-Herrschaft | 1 - 2              | Locarno           |
| Orpund               | 0 - 8              | Young Boys        |
| Collombey-Muraz      | 4 - 2              | Losanna           |
| Le Mont              | 2 - 0 (d.t.s.)     | Monthey           |
| Schattdorf           | 1 - 5              | YF Juventus       |
| Cham                 | 0 - 1              | Winterthur        |
| Thalwil              | 0 - 1              | Bellinzona        |
| Arbon                | 1 - 3              | Lugano            |
| Wittenbach           | 0 - 0 (4-5 d.c.r.) | SV Sciaffusa      |
| Kölliken             | 3 - 4              | Old Boys Basilea  |
| Meilen               | 0 - 2              | Küsnacht          |
| Taverne              | 1 - 2 (d.t.s.)     | Chiasso           |
| Sursee               | 1 - 3              | Baden             |
| Perly-Certoux        | 1 - 0              | Étoile Carouge    |
| Lyss                 | 0 - 4              | Baulmes           |
| Stade Payerne        | 1 - 5              | Lucerna           |
| Bülach               | 0 - 8              | Zurigo            |
| Ascona               | 1 - 3              | Sciaffusa         |
| Chevrilles-Tinterin  | 1 - 8              | Sion              |
| 18 settembre 2005    |                    |                   |
| Cortaillod           | 0 - 2              | Yverdon           |
| Servette             | 4 - 2 (d.t.s.)     | Meyrin            |
| Bex                  | 0 - 4              | Neuchâtel Xamax   |
| Zugo                 | 2 - 6              | Grasshoppers      |
| Delémont             | 2 - 3              | Aarau             |
| Biaschesi            | 1 - 5              | San Gallo         |
| Düdingen             | 0 - 1              | Thun              |
| 19 settembre 2005    |                    |                   |
| Soleure              | 1 - 4              | Basilea           |

## Sedicesimi
| Squadra 1         | Risultato          | Squadra 2         |
| ----------------- | ------------------ | ----------------- |
| 22 ottobre 2005   |                    |                   |
| Old Boys Basilea  | 1 - 6              | Basilea           |
| Baden             | 0 - 2              | Sciaffusa         |
| Lugano            | 2 - 1              | Neuchâtel Xamax   |
| Le Mont           | 2 - 3 (d.t.s.)     | Sion              |
| YF Juventus       | 0 - 2              | Zurigo            |
| Lucerna           | 0 - 0 (4-2 d.c.r.) | Concordia Basilea |
| Zofingen          | 0 - 2              | Wil               |
| Küsnacht          | 2 - 1              | San Gallo         |
| 23 ottobre 2005   |                    |                   |
| SV Sciaffusa      | 1 - 3              | Kriens            |
| Winterthur        | 4 - 2              | Grasshoppers      |
| Baulmes           | 1 - 4              | Aarau             |
| Perly-Certoux     | 1 - 7              | Thun              |
| La Chaux-de-Fonds | 0 - 4              | Young Boys        |
| Locarno           | 3 - 2 (d.t.s.)     | Yverdon           |
| Collombey-Muraz   | 0 - 3              | Servette          |
| Chiasso           | 0 - 2              | Bellinzona        |

## Ottavi di finale
| Squadra 1        | Risultato          | Squadra 2  |
| ---------------- | ------------------ | ---------- |
| 10 dicembre 2005 |                    |            |
| Küsnacht         | 1 - 2              | Locarno    |
| 11 dicembre 2005 |                    |            |
| Winterthur       | 2 - 0 (d.t.s.)     | Lucerna    |
| Lugano           | 2 - 1              | Wil        |
| Sion             | 1 - 0              | Bellinzona |
| 17 dicembre 2005 |                    |            |
| Servette         | 1 - 1 (5-4 d.c.r.) | Thun       |
| 18 dicembre 2005 |                    |            |
| Sciaffusa        | 0 - 0 (4-5 d.c.r.) | Aarau      |
| Kriens           | 1 - 2              | Young Boys |
| Basilea          | 3 - 4              | Zurigo     |

## Quarti di finale
| Squadra 1 | Risultato          | Squadra 2  |
| --------- | ------------------ | ---------- |
| Locarno   | 0 - 1              | Sion       |
| Lugano    | 1 - 2              | Young Boys |
| Aarau     | 1 - 1 (2-3 d.c.r.) | Zurigo     |
| Servette  | 1 - 3 (d.t.s.)     | Winterthur |

| 4 febbraio 2006 | Locarno | 0 – 1 | Sion |  |

| 5 febbraio 2006 | Lugano | 1 – 2 | Young Boys |  |

| 5 febbraio 2006                              | Aarau                | 1 – 1 (d.t.s.) | Zurigo |  |
| \| \| \| \| \| \| Tiri di rigore 2 – 3 \| \| |                      |                |        |  |
|                                              |                      |                |        |  |
|                                              | Tiri di rigore 2 – 3 |                |        |  |

| 5 febbraio 2006 | Servette | 1 – 3 (d.t.s.) | Winterthur |  |

## Semifinali
| Squadra 1  | Risultato | Squadra 2  |
| ---------- | --------- | ---------- |
| Winterthur | 0 - 1     | Sion       |
| Zurigo     | 1 - 4     | Young Boys |

| 15 mars 2006 | Winterthur | 0 – 1 | Sion |  |

| 15 mars 2006 | Zurigo | 1 – 4 | Young Boys |  |

## Finale
| Squadra 1 | Risultato       | Squadra 2  |
| --------- | --------------- | ---------- |
| Sion      | 1 - 1 (5-3 dcr) | Young Boys |

| Arbitro: | Rutz |

| |                      | |
| 55' Obradović | Marcatori            | 16' Varela |
| | Tiri di rigore 5 – 3 | |
| Vailati Sarni Joao Pinto Meoli Gaspoz De Souza (46' Regazzoni) Gelson Fernandes Di Zenzo Obradović Vogt (107' Leandro) Thurre (119' Crettenand) | Formazioni           | Wölfli C. Schwegler Tiago Gohouri Hodel (90' Aziawonou) J. Magnin Everson (105' Hakan Yakın) Varela Yapi Yapo (35' Portillo) Raimondi João Paulo |
| Moulin | Allenatori           | Rohr |